# Remo nos Jogos Paralímpicos de Verão de 2016 - Skiff duplo misto
As disputas do skiff duplo misto, parte do remo nos Jogos Paralímpicos de Verão de 2016, foi realizada entre 9 e 11 de setembro na Lagoa Rodrigo de Freitas, Rio de Janeiro, Brasil.

## Resultados

### Classificatória
C1
| Pos. | Atletas                             | País               | Tempo   | Notas |
| ---- | ----------------------------------- | ------------------ | ------- | ----- |
| 1    | Perle Bouge Stephane Tardieu        | FRA França         | 3:59.32 | Q     |
| 2    | Esther Van Der Loos Corne DE Koning | NED Países Baixos  | 4:03.07 |       |
| 3    | Michel Pessanha Josiane Lima        | BRA Brasil         | 4:04.26 |       |
| 4    | Michal Gadowski Jolanta Majka       | POL Polônia        | 4:08.02 |       |
| 5    | Laura Goodkind Helman Roman         | USA Estados Unidos | 4:33.58 |       |
| 6    | Shigeru Komazaki Rie Ariyoshi       | JPN Japão          | 4:51.28 |       |

C2
| Pos. | Atletas                          | País             | Tempo   | Notas |
| ---- | -------------------------------- | ---------------- | ------- | ----- |
| 1    | Lauren Rowles Laurence Whiteley  | GBR Grã-Bretanha | 3:52.16 | Q     |
| 2    | Liu Shuang Fei Tianming          | CHN China        | 3:54.70 |       |
| 3    | Iaroslav Koiuda Iryna Kyrychenko | UKR Ucrânia      | 4:01.05 |       |
| 4    | Gavin Bellis Kathryn Ross        | AUS Austrália    | 4:03.25 |       |
| 5    | Yuliya Chernoy Reuven Magnagey   | ISR Israel       | 4:20.62 |       |
| 6    | Zanna Cveckovska Eduards Pupels  | LAT Letônia      | 4:36.95 |       |

### Repescagem
R1
| Pos. | Atletas                             | País              | Tempo   | Notas |
| ---- | ----------------------------------- | ----------------- | ------- | ----- |
| 1    | Esther Van Der Loos Corne DE Koning | NED Países Baixos | 4:05.70 | Q     |
| 2    | Michal Gadowski Jolanta Majka       | POL Polônia       | 4:07.25 | Q     |
| 3    | Gavin Bellis Kathryn Ross           | AUS Austrália     | 4:08.57 | q B   |
| 4    | Shigeru Komazaki Rie Ariyoshi       | JPN Japão         | 4:52.37 | q B   |
| 5    | Zanna Cveckovska Eduards Pupels     | LAT Letônia       | DSQ     | q B   |

R2
| Pos. | Atletas                          | País               | Tempo   | Notas |
| ---- | -------------------------------- | ------------------ | ------- | ----- |
| 1    | Liu Shuang Fei Tianming          | CHN China          | 4:01.00 | Q     |
| 2    | Iaroslav Koiuda Iryna Kyrychenko | UKR Ucrânia        | 4:04.42 | Q     |
| 3    | Michel Pessanha Josiane Lima     | BRA Brasil         | 4:04.52 | q B   |
| 4    | Yuliya Chernoy Reuven Magnagey   | ISR Israel         | 4:28.60 | q B   |
| 5    | Laura Goodkind Helman Roman      | USA Estados Unidos | 4:34.18 | q B   |

### Finais
B
| Pos. | Atletas                         | País               | Tempo   |
| ---- | ------------------------------- | ------------------ | ------- |
| 1    | Michel Pessanha Josiane Lima    | BRA Brasil         | 4:03.13 |
| 2    | Gavin Bellis Kathryn Ross       | AUS Austrália      | 4:05.61 |
| 3    | Yuliya Chernoy Reuven Magnagey  | ISR Israel         | 4:21.23 |
| 4    | Laura Goodkind Helman Roman     | USA Estados Unidos | 4:30.07 |
| 5    | Zanna Cveckovska Eduards Pupels | LAT Letônia        | 4:32.39 |
| 6    | Shigeru Komazaki Rie Ariyoshi   | JPN Japão          | 4:46.81 |

A
| Pos.              | Atletas                             | País              | Tempo   |
| ----------------- | ----------------------------------- | ----------------- | ------- |
| Medalha de ouro   | Lauren Rowles Laurence Whiteley     | GBR Grã-Bretanha  | 3:55.28 |
| Medalha de prata  | Liu Shuang Fei Tianming             | CHN China         | 3:58.45 |
| Medalha de bronze | Perle Bouge Stephane Tardieu        | FRA França        | 4:01.48 |
| 4                 | Esther Van Der Loos Corne De Koning | NED Países Baixos | 4:03.43 |
| 5                 | Iaroslav Koiuda Iryna Kyrychenko    | UKR Ucrânia       | 4:05.35 |
| 6                 | Michal Gadowski Jolanta Majka       | POL Polônia       | 4:06.26 |